# 雷諾酒廠
雷諾酒廠（英語：Renault Winery，發音 /rɪˈnɔːlt/，re-NALT）是一間釀酒廠，位於新澤西州大西洋縣的蛋港市和加洛韋鎮區。這是新澤西州最古老活躍的釀酒廠。雷諾酒廠是新澤西州較大的葡萄種植者之一，擁有48英畝種植葡萄，每年生產2萬箱葡萄酒。釀酒廠以其創始人命名。

## 歷史

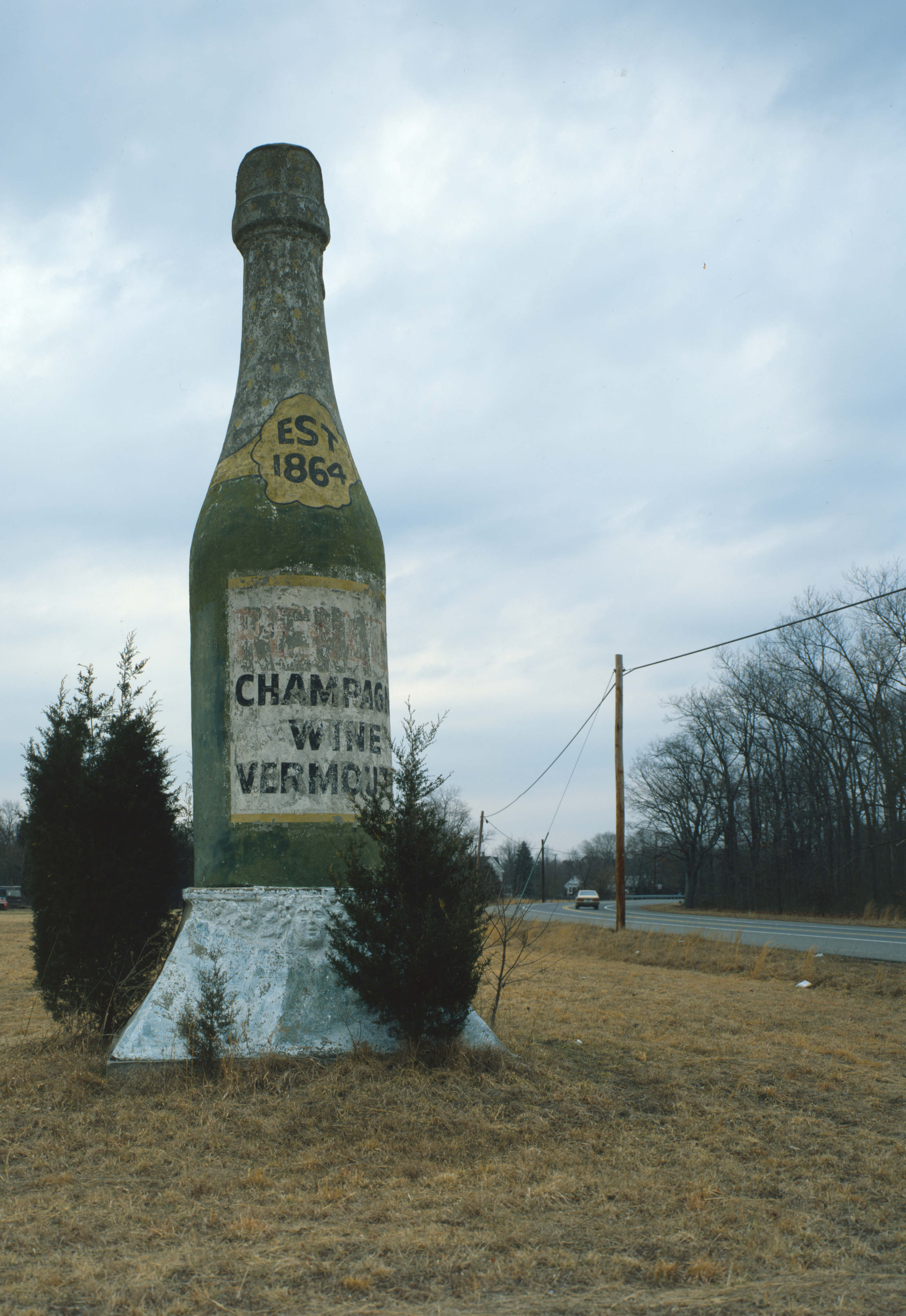
在新格雷那 (新澤西州)U.S. Route 9 in New Jersey的釀酒廠廣告

葡萄園是在1864年由一名來自艾河畔馬勒伊的法國移民Louis Nicolas Renault首次種植的，他從法國帶來了原始的釀酒葡萄。雷諾酒廠在1870年向公眾開放，多年來是美國最大的香檳酒生產商。雷諾酒廠在禁酒時期透過獲得許可證來製作聖禮酒而生存下來，還有製作各種藥用酒，包括由遍及美國的藥劑師所出售的「Renault Wine Tonic」。Mildred Norman，在她作為Peace Pilgrim旅行橫過大陸前的幾十年，曾在釀酒廠擔任秘書。
第二次世界大戰後，大西洋城的政治老大和詐騙販伊努·「努基」·強森被雷諾酒廠僱用。釀酒廠一度種植了600英畝葡萄，每年出售50萬件葡萄酒，但近幾十年來的產量大幅下降。釀酒廠發展成為度假村，於1983年開設餐廳，2000年開設酒店和第二間餐廳，以及2004年開設高爾夫球場。

## 葡萄酒
雷諾酒廠位於Outer Coastal Plain AVA，並且以黑巴科、品麗珠、赤霞珠、卡尤佳、莎當妮、梅洛葡萄、諾亞葡萄、诺顿葡萄、小維多、灰比諾、黑比諾、雷司令、桑嬌維賽、白蘇維翁、威代尔來釀製葡萄酒。雷諾酒廠還以藍莓釀製果酒，而且是美國唯一一間製造藍莓香檳的釀酒廠。

## 外部連結
- Garden State Wine Growers Association （页面存档备份，存于）
- Outer Coastal Plain Vineyard Association

39°32′41″N 74°36′13″W / 39.544624°N 74.603557°W